# Агуллик
Агуллик (узб. Ogʻullik / Оғуллик) — посёлок городского типа, расположенный на территории Андижанского района Андижанской области Республики Узбекистан.

Статус посёлка городского типа с 2009 года.